# Domorodá americká církev

Symbol Domorodé Americké církve

Domorodá americká církev (anglicky The Native American Church), též Peyotlová církev, je nové náboženské hnutí synkretizující náboženské představy domorodých Američanů s křesťanstvím, a kladoucí důraz na požívání psychoaktivního peyotlu jako entheogenu. Počátky církve jsou spojeny s územím dnešní Oklahomy na konci 19. století, kde mezi místní domorodce proniklo z Mexika užívaní peoytlu. Představuje nejrozšířenější domorodé náboženství domorodých Američanů ve Spojených státech (s výjimkou aljašských a havajských domorodců), v Kanadě (především mezi Prvními národy Saskatchewanu a Alberty)  a Mexika, přibližně s 250 tisíci následovníky na konci 20. století.
Peyotlový kult může být interpretován jako alternativa k domorodým kmenovým náboženstvím, která byla v době vzniku církve na ústupu, i vnucovanému křesťanství. Oficiálně Domorodá americká církev vznikla v roce 1918, částečně na popud antropologa Jamese Mooneyeho, jež byl jedním z prvních vědců kteří se zabývali výzkumem užívání peyotlu. Dějiny hnutí jsou provázeny pokusy o potlačení skrze protidrogové zákony i útoky ze strany křesťanských církví, přesto má církev ve Spojených státech pro své obřady výjimku ze zákazu užívání peyotlu. Celý proces od sběru po požívání tohoto kaktusu je vnímán příslušníky církve jako posvátný. Poutníci, kteří se vydávají na jeho sklizeň se rituálně vyznávají a očišťují, na místě sběru se modlí o déšť a úrodu, přičemž šaman recituje mýty a prosí o ochranu. Shromáždění požívačů také doprovází různé obřady. Peyotl je vnímán jako posvátný lék a dokonce přirovnáván k tělu Kristovu či Duchu svatému.